# Jelmar Bos
Jelmar Bos (Lelystad, 31 augustus 1990) is een Nederlandse atleet, die zich met name heeft gespecialiseerd in de 100 en 200 m sprint.
In juni 2012 kwalificeerde Bos zich tijdens de Europese kampioenschappen atletiek in Stadskanaal voor de Paralympische Zomerspelen 2012 in Londen. Bos komt uit in de klasse 37 voor mensen met een hersenverlamming.
Op zaterdag 8 september om 11:00 uur Nederlandse tijd is Bos in de kwalificatierondes (klasse 37) op de Paralympische Zomerspelen London 2012 met een tijd van 12,23 seconden geëindigd op een veertiende plaats.

## Persoonlijke records
| Discipline  | Klasse | Prestatie | Plaats      | Datum        |
| ----------- | ------ | --------- | ----------- | ------------ |
| 100 m       | T37    | 11,67 s   | Leverkusen  | 5 juni 2015  |
| 200 m       | T37    | 24,56 s   | Berlijn     | 16 juni 2013 |
| verspringen | T37    | 4,89 m    | Stadskanaal | 5 juni 2011  |